# Акрапович, Бруно
Бруно Акрапович (босн. Bruno Akrapović; род. 26 сентября 1967, Зеница, Босния и Герцеговина) — боснийский футболист и тренер.

## Карьера

### Карьера футболиста
Бруно Акрапович начал профессиональную карьеру в клубе «Челик» (Зеница), выступавший в Первой лиге Югославии. В 1988 году уехал в ФРГ, где стал выступать в составе клуба «Арминия» (Ганновер) из третьей лиги. После «Арминии» играл в третьей лиге за клубы из Нижней Саксонии «Гёттинген 05» и «Целле».
В 1992 году перешёл в «Вольфсбург» из Второй Бундеслиги, где отыграл два сезона. Затем продолжил играть во Второй Бундеслиге в составе «Майнца 05». После того как в сезоне 1996/97 «Майнц», занявший 4 место, не смог выйти в Бундеслигу, Акрапович был приглашён в берлинский клуб «Теннис-Боруссия», с которым поднялся из третьей лиги во вторую, где затем продолжил выступать ещё два сезона. Всего во Второй Бундеслиге сыграл 226 матчей.
В 2000 году перешёл в клуб «Энерги» (Котбус), выступавший в Бундеслиге, там он играл два с половиной сезона и сыграл 67 матчей. Во время выступлений за «Энерги» Акрапович, которому было уже за тридцать, вызывался в сборную Боснии и Герцеговины, за сборную сыграл 18 игр, забил 1 мяч.
В 2003 году покинул «Энерги» и в дальнейшем играл в третьей лиге за «Рот-Вайсс» (Эрфурт), «Киккерс» (Оффенбах) и свой первый клуб в Германии ганноверскую «Арминию».

### Карьера тренера
В 2006—2008 годах Бруно Акрапович был играющим тренером в любительской команде «Форсфельде» из одноимённого района Вольфсбурга. Затем был непродолжительное время в тренерском штабе фарм-клуба «Вольфсбурга». В 2008—2009 годах работал помощником Юргена Рёбера в подмосковном «Сатурне», выступавшем в российской Премьер-лиге.
В 2010 году прошёл обучение в Футбольном союзе Боснии и Герцеговины, во время которого стажировался в «Вольфсбурге», получил лицензию UEFA категории Pro. В дальнейшем работал главным тренером в клубах Второй хорватской лиги — «Мосор» (Зворница), «Вал» (Старый Каштёл), «Солин» (Сплит) и «Неретва» (Меткович).
С ноября 2014 по июнь 2015 года возглавлял гибралтарский клуб «Европа», с которым занял второе место в чемпионате Гибралтара. В 2016 году работал главным тренером клуба «Шкендия», с которым стал вице-чемпионом Македонии. С февраля по июль 2017 года был главным тренером ФК «Сплит», выступающего в Первой хорватской лигe.
31 октября 2017 года был назначен главным тренером болгарского клуба «Локомотив» (Пловдив). Дважды выиграл Кубок Болгарии: 2019 и 2020.
14 июня 2022 года был назначен главным тренером саудовского клуба «Аль-Вахда».

## Личная жизнь
В немецких клубах Акрапович неизменно выступал в футболке с номером 8, что символизировало дату его приезда в Германию 8 августа 1988 года.
Бруно Акрапович женился на гражданке Италии. Его сын Аарон Акрапович, 1994 года рождения, также футболист. Выступал за юношескую сборную Италии (до 17), на клубном уровне играл за клубы из третьей лиги Италии и клубы Гибралтара.